# 辛仲景
辛仲景（？—？），陇西郡狄道县（今甘肃省定西市临洮县）人，北周官员。

## 生平
辛仲景的高祖辛钦是后赵吏部尚书、雍州刺史，辛钦的子孙因此就在雍州定居。辛仲景的父亲辛欢是北魏陇州刺史、朱阳公。辛仲景喜好学习气度宏大，虚岁十八时举文学，对策考试名列前茅，出任司空府主簿，升任员外散骑侍郎。建德年间，辛仲景官至内史下大夫、开府仪同三司，在任内去世，儿子辛衡。